# 木村遼希
木村 遼希（きむら はるき、1995年2月1日 - ）は、日本の元俳優。
茨城県出身。アミューズに所属していた。
2014年に東京大学へ進学した。
現在は株式会社NTTデータで働いている。

## 略歴
- 1998年 - フラッグスビーンズに所属し、芸能界デビュー。
- 2005年 - NHK教育『天才てれびくんMAX』にてれび戦士として3年間出演。
- 2006年 -第2回さわやかヘアスタイル大賞を受賞
- 2007年 - アミューズに移籍。
- 2013年 - アミューズを退所、芸能界を引退。

## 出演

### テレビドラマ
- Around40〜注文の多いオンナたち〜（2008年、TBS）竹内洋介 役
- 魔王（2008年、TBS）芹沢直人（中学生時代） 役
- トライアングル（2009年、関西テレビ）郷田雄一 役
- ゴーストタウンの花（2009年、テレビ朝日）杉下コウ 役
- ドラマW 第三のミス〜まず石を投げよ〜（2009年、WOWOW）小野寺慶 役
- 仮面ライダーW（2010年、テレビ朝日）藤川統馬 役
- 警視庁失踪人捜査課 第5話（2010年、朝日放送・テレビ朝日）川村 役
- 水戸黄門第42部 第9話「悪事を見抜いた鑑定人・敦賀」（2010年、TBS）酒井忠菊 役
- ドン★キホーテ 第2話（2011年7月16日、日本テレビ）坂本裕也 役

### バラエティ
- 天才てれびくんMAX（2005年 - 2008年、NHK教育）てれび戦士

### 映画
- 東京マリーゴールド（2001年）
- おっぱいバレー（2009年）平田育夫 役
- 誰かが私にキスをした（2010年）Bailey Plotkin 役
- 忍たま乱太郎（2011年）山田利吉 役

### CM
- NTTグループ
- サンスター Doクリア
- シャープ ヘルシオ
- チューリッヒ スーパー自動車保険 ※弟と共演
- マクドナルド ハッピーセット
- マスターカード
- スズキ フォーミュラスズキ
- 永谷園 なかよしトランシーバー
- 理容業イメージアップポスター

### PV
- monobright「あの透明感と少年」

### 配信ドラマ
- LISMOオリジナルドラマ 婚前特急-ジンセイは17から-（2009年）小宮 役

### 雑誌
- 月刊ダンスビュウ（2007年12月号 - 2008年3月号、モダン出版）
- ピチレモン（2009年 - 2010年、学研）